# Eugenia Roccella
Eugenia Roccella (Bologna, 1953. november 15. –), olasz újságírónő, politikusnő 2022 óta Olaszország családügyi, születési és esélyegyenlőségi minisztere, az Olaszország Fivérei politikusa.

## Élete
Roccella Bolognában született 1953-ban. Édesapja, Franco Roccella szintén politikus volt, a liberális, libertariánus Olasz Radikális Párt egyik társalapítója, parlamenti képviselője. Roccella apja szülővárosában a szíciliai Riesiben nőtt fel. Édesanyja, Wanda Raheli feminista festőnő volt.
A Sapienza Egyetemen diplomázott le modernokri irodalomból, emellett feminista mozgalmakban vett részt: szóvivője volt számos feminista kezdeményezésnek: az abortuszért, a nők elleni erőszak ellen és számos olyan rendezvényen, amelyen a családjogi változásokat követeltek és esélyegyenlőséget.
1975-ben adta ki könyvét  Aborto: facciamolo da noi (Abortusz: csináljuk magunk!) címen. 1979-ben lett az Olasz Radikális Párt képviselője, 1992-ben kilépett a pártból.
2000 óta újságíróként dolgozott, írt az Il Giornale, Libero, Il Foglio és Avvenire napilapoknak. 2007-ben a Family Day rendezvény szóvívője volt, amely a hagyományosan, katolikus családokért való demonstráció volt. A politikába a 2008-as választásokon tért vissza, amikor a Szabadság Népe politikusaként választották meg, majd a Negyedik Berlusconi kormány jóléti és egészségügyi államtitkára lett. 2013-ban az Új Jobbközép párthoz csatlakozott, majd 2015-ben az Identitás és Akció párthoz.
2022. októbere óta a Meloni-kormány családügyi, születési és esélyegyenlőségi minisztere.

## Politikai nézetei

### LMBT jogok és homofóbia
Roccella szerint a házasság egy "olyan fontos pillanat az életben, ami értéket ad a nemi különbözőségnek és amikor két ember a célból találkozik, hogy az utódlást biztosítsák". 2009-ben a homofóbiás esetek kapcsán Giorgio Napolitano felhívást intézett a kormány felé és Rocella egészségügyi államtitkárként azt nyilatkozta, hogy "nem hiszi hogy statisztikai szinten vészhelyzet van a melegek ellen elkövetett erőszak ügyében. Fontos, hogy ne vesszenek el a részletekben, mert fontos, hogy a férfi-nők közti különbség nem csak egy, hanem az a különbség amely az emberi csoportokat meghatározza. Ugyan egyes esetek felkeltik a média érdeklődését, ám elsősorban a nők szenvedik el az erőszakot".
2018-ban Roccella kijelentette, hogy minden tőle telhetőt megtesz, hogy az azonos nemű párok élettársi kapcsolatát lehetővé tevő törvényt hatályon kívül helyezzék, amit előtte 2016-ban Cirinná-törvény néven jóváhagytak. Ellenezte a Scalfarotto és a Zan-törvényeket, amelyek az olaszországi LMBT közösség jogait probálta rendezni. Utóbbi Zan-törvény néven ismert homofóbiát büntetendő tervezetetet Roccella úgy jellemzett, mint a sajtószabadságot korlátozó rendelet.
2023 januárjában családügyi miniszterként arról nyilatkozott, hogy ellenzi az azonos nemű pároknak a gyerekek örökbefogadását. Azt állította, hogy "habár vannak kitűnő azonos nemű szülők, a gyerekeknek joga van apához és anyához valamint a pszichológusok körében erről tudományos konszenzus van." A miniszterasszony kijelentését számos pszichológiai társaság visszautasította és azt is kiemelték hogy nincs lényeges különbség a heteroszeuxális és azonos nemű párból álló családok között között.

### Abortusz, eutanázia és mesterséges megtermékenyítés
2006-ban a mifeprisztron abortusz-szteroidot úgy jellemezte, hogy "hatalmas átverés és terror a nők ellen". Illetve a szteroid kereskedelmi forgalomba hozatalára azt állította, hogy "abortusz házhoz szállítva".
2009-ben Eluana Englaro-ügye kapcsán az eutanázia ellen szólalt fel: Eluana Englaro akkor már 17 éve kómában volt egy 1992-es autóbaleset miatt. Rocella szerint a hölgy halálával "felhívta a figyelmet egy olyan földalatti mozgalomra, amely be akarta vezetetni az eutanáziát, bármilyen parlamenti jóváhagyás és az állampolgárok megkérdezése nélkül.